# Sønder Brarup Danske Skole
Sønder Brarup Danske Skole er en dansk skole i landsbyen Sønder Brarup i Sydslesvig. Skolen blev grundlagt i 1946 som en del af den store opblomstring i det danske skolevæsen efter 2. verdenskrigs afslutning og det nazistiske regimes fald. Antallet af elever i dansksprogede skoler i landsdelen blev 30-doblet fra ca. 440 i 1945 til over 14.000 elever i 1948. Alene i første halvdel af 1946 blev 37 nye danske skoler godkendt af myndighederne syd for grænsen.
I de første år foregik undervisningen på Sønder Brarup Danske Skole i nogle barakker på det sted, hvor den danske kirke i Sønder Brarup ligger i dag. I 1955 opførtes en ny skolebygning i ét plan, tegnet af Herman Mess fra Slesvig. Byggestilen var på det tidspunkt ret ny i området. På linje med Jes Kruse Skolen i Egernførde (opført 1949-50) og Frederiksstad Skole (1953) understregede bygningen, at store skoler ikke nødvendigvis behøvede at være store høje centralbygninger som i de sydslesvigske købstæder på dette tidspunkt.
I dag fungerer skolen som Angelområdets danske fællesskole (Gemeinschaftsschule) med grundskole, hjælpeskoleafdeling og heldagsskoletilbud. Den er overbygningsskole for de danske skoler i Hatlund ved Stenbjergkirke, Kappel, Strukstrup og Sørup. Efter seks års skolegang på disse skoler starter eleverne samlet i 7. årgang på Sønder Brarup Danske Skole.
Skolen er en af i alt 43 danske skoler i Sydslesvig under Dansk Skoleforening for Sydslesvig, som retter sig primært mod børn fra det danske mindretal. Sønder Brarup Danske Skole er en af de større danske skoler i grænselandet.